# Gare de Haï El Ksab
La gare de Haï El Ksab est une gare ferroviaire algérienne située sur le territoire de la commune d'Es Senia, dans la wilaya d'Oran.

## Situation ferroviaire
La gare se situe sur la ligne d'Es Senia à Béni Saf où elle précédée de la gare d'Es Senia est suivie de celle de  Misserghin.

## Service des voyageurs

### Dessertes
La gare de Haï El Ksab est desservie par les trains régionaux de la liaison Oran - Béni Saf.